# 수 연맹
수 연맹(Great Sioux Nation) 또는 간단히 수족(Sioux)은 미국과 캐나다에 남북으로 걸쳐 있는 북미 대평원에 사는 여러 원주민 부족들의 연맹체다. 단일한 부족이 아니며, 수 제족의 모든 부족이 수 연맹인 것도 아니다.
그들 스스로는 오체티 샤코윙(다코타어: Očhéthi Šakówiŋ)이라고 하는데, “일곱 모닥불 회의”라는 뜻이다. 그 말대로 일곱 부족으로 구성되어 있으며, 언어학적으로는 크게 동쪽의 다코타와 서쪽의 라코타로 나뉜다. “수(프랑스어: Sioux [suː][*])”라는 말은 그들의 경쟁자였던 오지브와족에게 “나도웨시(Nadowessi→뱀들, 적들)”라고 불린 것을 프랑스인들이 “나두수(Nadouessioux)”라고 받아썼고 그 마지막 음절만 남은 것이다.
수 연맹을 이루는 일곱 민족은 티퉁왕(라코타족), 이항크퉁왕, 이항크퉁왕나(이상 얀크토나이/서다코타족), 브데와캉퉁왕, 와흐페퉁왕, 와흐페크후테, 시시퉁왕(이상 이상야티/동다코타족)이었다. 이 가운데 동다코타족은 17세기까지 슈피리어호 주변, 오늘날의 미네소타주와 위스콘신주에서 수렵채집 생활을 했으나, 18세기부터 오지브와족과의 경쟁으로 서쪽으로 밀려나 라코타족과 서다코타족이 살던 오늘날의 미네소타 남부로 이동했다. 19세기에 다코타족은 미국 정부와 여러 차례 토지양도 조약을 맺고 자신들이 점유하던 미네소타 땅을 넘겼다. 그러나 매매 대금이 제대로 지급되지 않아 굶주림에 시달린 끝에 봉기를 일으켰으나(다코타 전쟁) 진압당했다. 진압된 다코타족은 미네소타에서 쫓겨나 오늘날의 내브래스카주, 노스다코타주, 사우스다코타주, 그리고 캐나다 등지로 뿔뿔이 흩어졌다. 1870년 이후 미네소타로 돌아오기 시작한 다코타족이 오늘날 다코타 보호구역을 형성하였다.
라코타족은 수 연맹의 부족 가운데 가장 서쪽에 살았으며, 들소 사냥과 상무정신으로 유명하다. 18세기에 백인들과 함께 말이 전해지면서 기마유목민족이 된 라코타족은 1850년대 무렵이 되면 대평원 북부의 패권을 주름잡는 대부족이 되었다. 이후 19세기 하반기 내내 라코타족은 서부로 진출해오는 백인들과 미국 정부에 맞서 처절하게 항전했다. 이 일련의 분쟁을 수 전쟁이라고 부르며, 리틀 빅혼 전투에서 미군 제7기병대를 궤멸시키기도 했다. 하지만 결국 전쟁은 운디드니 학살로 마무리되었다.
라코타족과 다코타족은 20세기 이후 조약권 보장을 요구하며 투쟁하였다. 대표적으로 1973년의 운디드니 농성 사건이 있으며, 2017년 다코타 송유관 저지운동에서 보듯이 이는 21세기에도 현재진행형이다. 옛 수 연맹을 이루었던 민족들은 오늘날 노스다코타주, 사우스다코타주, 내브래스카주, 미네소타주, 몬태나주, 매니토바주, 서스캐처원주 등지에 뿔뿔이 흩어져 각자 부족자치정부를 갖고 있다.

## 역사
다코타족은 17세기 동안에 미시시피강 수원지에 거주했다고 한 첫 기록이 발견된다. 그들 중 일부가 1700년대에 지금의 사우스 다코타에 이주했다. 17세기 후반에 다코타족은 프랑스 상인과 동맹을 체결했다. 프랑스인들은 최근에 지금의 허드슨 만 회사를 세운 영국인과 북아메리카의 모피 거래에서 경쟁할 수 있는 이점을 얻으려했다.
17세기 중반 이전 샌티족은 슈피리어호 근처에서 줄·콩 등을 채집하고 사슴과 들소를 사냥하거나 카누와 작살을 이용해 고기를 잡아 생활했다. 샌티족은 오지브와족과 오랫동안 계속해서 전쟁을 벌인 결과 미네소타 서부와 남부로 밀려나게 되었다. 테톤족과 얀크톤족은 미네소타 지역을 영원히 떠나 그레이트플레인스(지금의 다코타 남부와 북부)로 이주해야만 했다. 이곳에서 이들은 전통적으로 행하던 농사를 그만두고 평원 인디언의 생활양식을 받아들여 들소 등 큰 동물의 사냥을 주로 하며 이동생활을 하기 시작했다.
수족은 다른 평원 인디언과 문화적 속성을 공유하고 있었다. 이들은 티피(tepee : 수족어로 '천막집'이라는 뜻)에서 살았다. 남자들은 전쟁에서 보여준 용맹스런 행위로 사회적 지위를 얻었는데, 다른 부족을 습격해서 얻어낸 말과 머리가죽은 용맹함의 증거가 되었다. 신비적 관점에서 제시된 여러 가지 도안이 적으로부터 전사를 보호하기 위해 방패에 그려질 정도로 전투와 초자연주의는 밀접히 연관되어 있었다. 또한 주요 행사인 태양춤 축제를 열었다. 이들의 종교체계에는 우주를 주재하는 4가지 힘이 설정되어 있었고 각각의 힘을 다시 4단계의 서열로 구분했다. 들소의 형상 또한 이들의 종교에서 중요한 위치를 차지했으며 테톤족에게는 곰이 중요한 의미를 가졌다. 환각을 통해 얻은 곰의 힘은 병을 고치는 효력이 있다고 생각했다. 샌티족은 전투에 나서기 전 자신의 용사들을 보호하기 위해 곰사냥 의식을 행했다. 수족 여자들은 베 짜기와 기하학적 문양의 구슬 자수 솜씨가 뛰어났다. 치안유지는 주임무로 들소사냥 감독을 하던 전사집단이 수행했다. 다른 집단들로는 춤·주술·여성 집단들이 있었다.
수족은 전체 평원부족들 가운데 그들의 땅을 침입한 백인에 대해 가장 완강하게 저항했다. 19세기 중반 미시시피 강 서쪽으로 백인 개척자들이 전진해옴에 따라 미국 정부는 수족·쇼쇼니족·샤이엔족·아라파호족 등 서부 인디언들과 1차 라라미 요새조약(1851)을 체결함으로써 인디언 문제의 기선을 제압하고자 했다. 이 조약에 따라 그레이트플레인스 북부 전역에 걸쳐 각 부족의 경계가 정해졌으며, 인디언 지역 내에 요새와 도로가 배치되었다. 1851, 1859년 샌티족은 미네소타에 있는 그들의 땅 대부분을 포기한 뒤 정착농경지가 있는 보호구역을 할당받았다. 그러나 서진해오는 백인 개척자들의 압력과 함께 조약에 대한 위반행위 때문에 샌티족은 1862년 리틀 크로(작은 까마귀)의 지도하에 유혈봉기를 일으켰다. 그러나 이들은 패배했으며, 그 후 서쪽의 다코타와 네브래스카 보호구역으로 이주해야만 했다.
유목생활을 하던 테톤족과 얀크톤족의 영토는 미주리 강과 티턴 산맥 사이의 땅과 남쪽의 플랫 강과 북쪽의 옐로스톤강 사이의 지역으로 이루어져 있었다. 그런데 이 지역은 1849년의 골드 러시 이후 점점 백인들의 공격을 받게 되었다. 수족은 특히 자신들이 가장 아끼는 빅혼 산맥의 사냥터를 가로질러 몬태나주 보즈먼 행의 파우더 강 도로를 놓고자 하는 정부의 시도에 대해 격분했다. 1865~67년 오글랄라족의 추장 레드클라우드(붉은 구름)는 수천 명의 수족 용사들을 이끌고 도로건설을 중단시키기 위한 전투를 벌였다. 1866년 12월 21일 추장 하이 백본(높은 등)의 지휘 아래 한 무리의 용사들이 페터먼 학살을 일으켰다. 이 전투 중 80명이 넘는 미군이 필카니 요새 근처에서 납치되거나 살해되었다. 결국 미국 정부는 2차 라라미 요새조약을 통해 굴복하게 되었다.
이 조약에서 미국 정부는 보즈먼 도로건설을 중단하는 데 동의하고, 미주리 강 서쪽의 사우스다코타 지역을 수족이 독점할 것을 보장했다. 그러나 1870년대 중엽 사우스다코타의 블랙힐스(검은 언덕 - 라코타어로 파하사파)에서 황금이 발견되자 수천 명의 광부들이 2차 라라미 요새조약을 무시하면서 수족 보호구역에 몰려들었고, 이 때문에 1876년 또다시 전쟁이 일어났다. 1876년 6월의 리틀빅혼 전투에서 수족과 샤이엔족의 대규모 분견대가 육군 중령 조지 A. 커스터를 패배시키고, 266명의 부대원들을 전멸시켰다. 그러나 이러한 영웅적인 인디언의 승리가 이후의 대규모 전투에 영향을 미치지는 못했다. 그해 여름 텅 강 유역에서 3,000여 명의 수족이 앨프레드 H. 테리 장군의 주력부대의 포로가 되었다. 수족은 10월 31일 항복한 뒤 대부분 자신들의 보호구역으로 되돌아갔다.
그러나 시팅 불(앉은 황소), 크레이지 호스(성난말), 골(쓸개) 등 수족의 추장들은 전사들을 이끌고 보호구역으로 돌아가기를 거부했다. 크레이지 호스는 1877년 항복한 뒤 살해되었고, 시팅 불은 캐나다로 도피했다가 1881년 미국으로 되돌아갔다. 1890~91년 구세주의 도래와 옛 유목사냥 생활로의 회귀, 사자(死者)와의 재결합을 설파하는 고스트 댄스(Ghost Dance)가 수족 사이에서 성행하게 되었다. 이들은 보호구역에 갇혀 사는 동안 혹독한 빈궁에 시달리고 있었다. 이러한 움직임이 불안정한 평화를 위협한다고 여긴 미국 정부는 주모자를 체포하기 위해 노력했다.
시팅 불은 인디언 경찰에 구속된 뒤 1890년 처형당했다. 결국 1890년 12월 운디드니에서 발생한 수족의 남자와 여자, 어린이에 대한 정부군의 학살은 백인 지배에 대한 수족의 저항이 종결됨을 의미했다. 20세기 후반에 수족은 인구 약 4만 명으로 추정되었으며, 다코타의 북부와 남부, 몬태나의 네브래스카 보호구역에 사는 사람들이 75% 이상을 차지했다. 캐나다에도 수천 명 이상이 사는 것으로 나타났다.

## 부족
- 이산티: "칼"이라는 뜻으로 이들은 현재 미네소타의 호수에 기원했다. 이들은 다코타 주 동부와 미네소타, 북부 아이오와에 살던 부족이었다. 샌티 수우족 혹은 동부 다코타 족이라 한다.[5]
  - 므데와칸톤(복수형은 므데와칸톤완)- "영혼 호수 마을" Mdewakantonwan 작은까마귀라는 사람이 속하는 부족이다.
  - 시세톤(복수형은 Sisitonwan)- "낚시터 마을" Sisseton
  - 와페쿠테- "나뭇잎 사수들" Wahpekute 붉은 정수리(모자)라는 사람의 부족이다.
  - 와페톤완- "나뭇잎 마을" Wahpetonwan

- 양크토완-양크톤와나: "끝에 있는 마을 그리고 끝에 있는 작은 마을"이라는 뜻으로 이들은 미네소타강 유역에 걸쳐 살았으며 수우족중에서 가운데에 있었다. 이들은 양크톤 혹은 서부 다코타족이라고 한다.
  - 양크톤(다코타어: Iháŋgtȟuŋwaŋ)- "끝 마을" Ihanktonwan
  - 양크톤와나- "작은 끝 마을" Ihanktonwana

- 테톤 혹은 테톤완- "평원에 사는 사람들(Thitȟúŋwaŋ)"이라는 뜻이며 이들은 사냥과 전사문화로 알려져 있다. 이들은 가장 서부에 살던 수우족이었다. 영화 "늑대와 함께 춤을"에서 주인공이 살게 되는 부족이 이들이다.
  - 오글라라 - "자신의 땅에서 흩어져 사는 사람들" Oglala 크레이지 호스(미친말)과 레드 클라우드(붉은구름)의 사람들이다.
  - 훙크파파(다코타어: Húŋkpapȟa) - "문(입구)에서 천막을치고 사는 사람들" 혹은 "방랑자들" 시팅 불(앉은 황소)가 속한 부족이다.
  - 시하사파 - "검은발"이라는 뜻이다. 수우족의 언어로 사파는 검은색이라는 뜻이 있다. 몬태나와 앨버타 서스캐처원에 살던 알곤킨계통의 언어를 쓰는 종족하고는 다른 부족이다.
  - 미니콘주(다코타어: Mnikȟówaŋžu) - "개울가에 작물을 심는 사람들(개울가에 거주하는 사람들)"이라는 뜻이다. 외뿔과 구름만지기가 속한 사람들이다. 외뿔은 미친말의 삼촌이며 큰발과 구름만지기의 아버지다.
  - 시창구(프랑스어: 브룰레) - "불에 덴 넒적다리(허벅지), Sičáŋǧu"라는 뜻이다. 유명한 사람으로는 점박이꼬리와 까마귀개가 있다. 그리고 시창구 보다는 프랑스어 표현인 브룰레라는 것이 더 많이 쓰이는 것 같다.
  - 이타지브초 (다코타어: Itázibčho, 프랑스어: 산스 아르크 Sans Arc) - "화살이 없는"이라는 뜻이다.
  - 오헤눈파(다코타어: O’óhenupa) - "두개의 주전자"라는 뜻이다.

스토니(Stony) 수우족은 캐나다의 매니토바와 남부 서스캐처원, 브리티시 컬럼비아, 앨버타, 몬태나의 일부에 살고 있으며 이들은 나코타라고 한다.

## 유명한 사람
- 앉은 황소(Sitting Bull) - 훙크파파 부족의 전투추장이었다.
- 블랙 엘크(Black Elk: 검은 사슴) - 오글라라 부족
- 성난 말(Crazy Horse) - 오글라라 부족의 유명한 전사였다.
- 붉은 구름(Red Cloud) - 오글라라 부족의 추장
- 까마귀왕(Crow King) - 훙크파파 부족이며 시팅 불(앉은 황소)의 부관이었다.
- 골(Gall: 쓸개) - 훙크파파 부족이며 시팅 불의 오른팔이었다.
- 러셀 민스(Russell Means) 오글라라 부족 출신이며 배우이자 인디언 권리 운동가이다.
- 레오나드 크로우 도그(까마귀개) - 브룰레(시카누) 부족이며 주술사이자 인디언 권리 운동가이다.